# 蜥蜴超人
《蜥蜴超人》（L-MAN），是台湾漫画家艾雷迪的少年漫画作品，1990年代於大然文化漫畫週刊《熱門少年TOP》連載，未完結，單行本全三冊、第一冊創上市三天再版紀錄，銷售逾四萬冊，且曾賣出香港、韓國版權。1996年7月，大然文化授權大宇資訊改編為中文電腦遊戲，支援作業系統為DOS與Windows 95，卜學亮擔任男主角「蕭建仁」配音員。

《熱門少年TOP》1993年38期封面（《蜥蜴超人》）。

2013年，艾雷迪授權漫畫家AMURO改编的衍生漫画《重生！蜥蜴超人》（L-MAN REGENERATION!）在東立出版社《龍少年》連載。